# Homophon
Ein Homophon bzw. Homofon (altgriechisch ὁμόφωνος (-ον) homóphōnos (-on) „gleichlautend, zusammentönend“) ist ein Wort, das die gleiche Aussprache wie ein anderes mit unterschiedlicher Bedeutung hat. Der Begriff wird unterschiedlich definiert, so werden manchmal auch Wörter mit verschiedenen Genera einbezogen wie z. B. „die Leiter“ (Gerät) und „der Leiter“ (Funktion). Bei gleicher Schreibweise sind sie zugleich Homographen. Nach Alfred Raab zählen Wörter mit gleicher Schreibweise nicht zu den Homophonen.
| \| \| \| \| \| \| \| Äquivokation \| \| \| \| \| \| \| \| \| \| \| \| \| \| \| \| \| \| \| \| \| \| \| \| \| \| \| \| \| \| \| \| \| \| \| \| \| \| \| \| \| \| \| \| \| \| \| \| \| \| \| \| \| \| \| \| \| \| \| \| \| \| \| \| \| \| \| \| \| \| \| \| \| \| \| \| \| \| \| \| \| \| \| Homonymie verschiedene Bedeutung, oft verschiedene Herkunft \| Homonymie verschiedene Bedeutung, oft verschiedene Herkunft \| Homonymie verschiedene Bedeutung, oft verschiedene Herkunft \| Homonymie verschiedene Bedeutung, oft verschiedene Herkunft \| Homonymie verschiedene Bedeutung, oft verschiedene Herkunft \| Homonymie verschiedene Bedeutung, oft verschiedene Herkunft \| \| \| Polysemie gemeinsame Wurzel und/oder abgeleitete Bedeutung, z. B. Läufer (Sportler/Schachfigur) \| Polysemie gemeinsame Wurzel und/oder abgeleitete Bedeutung, z. B. Läufer (Sportler/Schachfigur) \| Polysemie gemeinsame Wurzel und/oder abgeleitete Bedeutung, z. B. Läufer (Sportler/Schachfigur) \| Polysemie gemeinsame Wurzel und/oder abgeleitete Bedeutung, z. B. Läufer (Sportler/Schachfigur) \| Polysemie gemeinsame Wurzel und/oder abgeleitete Bedeutung, z. B. Läufer (Sportler/Schachfigur) \| Polysemie gemeinsame Wurzel und/oder abgeleitete Bedeutung, z. B. Läufer (Sportler/Schachfigur) \| \| \| \| \| \| \| \| \| \| \| \| \| \| \| \| Homonymie verschiedene Bedeutung, oft verschiedene Herkunft \| Homonymie verschiedene Bedeutung, oft verschiedene Herkunft \| Homonymie verschiedene Bedeutung, oft verschiedene Herkunft \| Homonymie verschiedene Bedeutung, oft verschiedene Herkunft \| Homonymie verschiedene Bedeutung, oft verschiedene Herkunft \| Homonymie verschiedene Bedeutung, oft verschiedene Herkunft \| \| \| Polysemie gemeinsame Wurzel und/oder abgeleitete Bedeutung, z. B. Läufer (Sportler/Schachfigur) \| Polysemie gemeinsame Wurzel und/oder abgeleitete Bedeutung, z. B. Läufer (Sportler/Schachfigur) \| Polysemie gemeinsame Wurzel und/oder abgeleitete Bedeutung, z. B. Läufer (Sportler/Schachfigur) \| Polysemie gemeinsame Wurzel und/oder abgeleitete Bedeutung, z. B. Läufer (Sportler/Schachfigur) \| Polysemie gemeinsame Wurzel und/oder abgeleitete Bedeutung, z. B. Läufer (Sportler/Schachfigur) \| Polysemie gemeinsame Wurzel und/oder abgeleitete Bedeutung, z. B. Läufer (Sportler/Schachfigur) \| \| \| \| \| \| \| \| \| \| \| \| \| \| \| \| \| \| \| \| \| \| \| \| \| \| \| \| \| \| \| \| \| \| \| \| \| \| \| \| \| \| \| Homographie gleiche Schreibweise, verschiedene Bedeutung, oft verschiedene Aussprache, z. B. mōdern (verwesen) und modérn (fortschrittlich) \| Homographie gleiche Schreibweise, verschiedene Bedeutung, oft verschiedene Aussprache, z. B. mōdern (verwesen) und modérn (fortschrittlich) \| Homographie gleiche Schreibweise, verschiedene Bedeutung, oft verschiedene Aussprache, z. B. mōdern (verwesen) und modérn (fortschrittlich) \| Homographie gleiche Schreibweise, verschiedene Bedeutung, oft verschiedene Aussprache, z. B. mōdern (verwesen) und modérn (fortschrittlich) \| Homographie gleiche Schreibweise, verschiedene Bedeutung, oft verschiedene Aussprache, z. B. mōdern (verwesen) und modérn (fortschrittlich) \| Homographie gleiche Schreibweise, verschiedene Bedeutung, oft verschiedene Aussprache, z. B. mōdern (verwesen) und modérn (fortschrittlich) \| \| \| Homophonie gleiche Aussprache, verschiedene Bedeutung, oft verschiedene Schreibweise, z. B. malen und mahlen \| Homophonie gleiche Aussprache, verschiedene Bedeutung, oft verschiedene Schreibweise, z. B. malen und mahlen \| Homophonie gleiche Aussprache, verschiedene Bedeutung, oft verschiedene Schreibweise, z. B. malen und mahlen \| Homophonie gleiche Aussprache, verschiedene Bedeutung, oft verschiedene Schreibweise, z. B. malen und mahlen \| Homophonie gleiche Aussprache, verschiedene Bedeutung, oft verschiedene Schreibweise, z. B. malen und mahlen \| Homophonie gleiche Aussprache, verschiedene Bedeutung, oft verschiedene Schreibweise, z. B. malen und mahlen \| \| \| \| \| \| \| \| \| \| \| \| \| \| \| | | | | | |                                                             |                                                             | | | | | | |                                                                                                 |                                                                                                 |  |  |  |  |  |  |  |  |  |  |  |  |
| Eine Definition der Begriffe Äquivokation, Homonymie und Polysemie | | | | | |                                                             |                                                             | | | | | | |                                                                                                 |                                                                                                 |  |  |  |  |  |  |  |  |  |  |  |  |
| | | | | | | Äquivokation                                                |                                                             | | | | | | |                                                                                                 |                                                                                                 |  |  |  |  |  |  |  |  |  |  |  |  |
| | | | | | |                                                             |                                                             | | | | | | |                                                                                                 |                                                                                                 |  |  |  |  |  |  |  |  |  |  |  |  |
| | | | | | |                                                             |                                                             | | | | | | |                                                                                                 |                                                                                                 |  |  |  |  |  |  |  |  |  |  |  |  |
| | | Homonymie verschiedene Bedeutung, oft verschiedene Herkunft                                                                                 | Homonymie verschiedene Bedeutung, oft verschiedene Herkunft                                                                                 | Homonymie verschiedene Bedeutung, oft verschiedene Herkunft                                                                                 | Homonymie verschiedene Bedeutung, oft verschiedene Herkunft                                                                                 | Homonymie verschiedene Bedeutung, oft verschiedene Herkunft | Homonymie verschiedene Bedeutung, oft verschiedene Herkunft | | | Polysemie gemeinsame Wurzel und/oder abgeleitete Bedeutung, z. B. Läufer (Sportler/Schachfigur)              | Polysemie gemeinsame Wurzel und/oder abgeleitete Bedeutung, z. B. Läufer (Sportler/Schachfigur)              | Polysemie gemeinsame Wurzel und/oder abgeleitete Bedeutung, z. B. Läufer (Sportler/Schachfigur)              | Polysemie gemeinsame Wurzel und/oder abgeleitete Bedeutung, z. B. Läufer (Sportler/Schachfigur)              | Polysemie gemeinsame Wurzel und/oder abgeleitete Bedeutung, z. B. Läufer (Sportler/Schachfigur) | Polysemie gemeinsame Wurzel und/oder abgeleitete Bedeutung, z. B. Läufer (Sportler/Schachfigur) |  |  |  |  |  |  |  |  |  |  |  |  |
| | | Homonymie verschiedene Bedeutung, oft verschiedene Herkunft                                                                                 | Homonymie verschiedene Bedeutung, oft verschiedene Herkunft                                                                                 | Homonymie verschiedene Bedeutung, oft verschiedene Herkunft                                                                                 | Homonymie verschiedene Bedeutung, oft verschiedene Herkunft                                                                                 | Homonymie verschiedene Bedeutung, oft verschiedene Herkunft | Homonymie verschiedene Bedeutung, oft verschiedene Herkunft | | | Polysemie gemeinsame Wurzel und/oder abgeleitete Bedeutung, z. B. Läufer (Sportler/Schachfigur)              | Polysemie gemeinsame Wurzel und/oder abgeleitete Bedeutung, z. B. Läufer (Sportler/Schachfigur)              | Polysemie gemeinsame Wurzel und/oder abgeleitete Bedeutung, z. B. Läufer (Sportler/Schachfigur)              | Polysemie gemeinsame Wurzel und/oder abgeleitete Bedeutung, z. B. Läufer (Sportler/Schachfigur)              | Polysemie gemeinsame Wurzel und/oder abgeleitete Bedeutung, z. B. Läufer (Sportler/Schachfigur) | Polysemie gemeinsame Wurzel und/oder abgeleitete Bedeutung, z. B. Läufer (Sportler/Schachfigur) |  |  |  |  |  |  |  |  |  |  |  |  |
| | | | | | |                                                             |                                                             | | | | | | |                                                                                                 |                                                                                                 |  |  |  |  |  |  |  |  |  |  |  |  |
| Homographie gleiche Schreibweise, verschiedene Bedeutung, oft verschiedene Aussprache, z. B. mōdern (verwesen) und modérn (fortschrittlich) | Homographie gleiche Schreibweise, verschiedene Bedeutung, oft verschiedene Aussprache, z. B. mōdern (verwesen) und modérn (fortschrittlich) | Homographie gleiche Schreibweise, verschiedene Bedeutung, oft verschiedene Aussprache, z. B. mōdern (verwesen) und modérn (fortschrittlich) | Homographie gleiche Schreibweise, verschiedene Bedeutung, oft verschiedene Aussprache, z. B. mōdern (verwesen) und modérn (fortschrittlich) | Homographie gleiche Schreibweise, verschiedene Bedeutung, oft verschiedene Aussprache, z. B. mōdern (verwesen) und modérn (fortschrittlich) | Homographie gleiche Schreibweise, verschiedene Bedeutung, oft verschiedene Aussprache, z. B. mōdern (verwesen) und modérn (fortschrittlich) |                                                             |                                                             | Homophonie gleiche Aussprache, verschiedene Bedeutung, oft verschiedene Schreibweise, z. B. malen und mahlen | Homophonie gleiche Aussprache, verschiedene Bedeutung, oft verschiedene Schreibweise, z. B. malen und mahlen | Homophonie gleiche Aussprache, verschiedene Bedeutung, oft verschiedene Schreibweise, z. B. malen und mahlen | Homophonie gleiche Aussprache, verschiedene Bedeutung, oft verschiedene Schreibweise, z. B. malen und mahlen | Homophonie gleiche Aussprache, verschiedene Bedeutung, oft verschiedene Schreibweise, z. B. malen und mahlen | Homophonie gleiche Aussprache, verschiedene Bedeutung, oft verschiedene Schreibweise, z. B. malen und mahlen |                                                                                                 |                                                                                                 |  |  |  |  |  |  |  |  |  |  |  |  |

Man kann polyseme und homonyme Homophone unterscheiden.
Wie Paronyme können auch Homophone zu Verwechslungen führen. Das kommt aber selten vor. Der Sinn der Homophone ergibt sich in der mündlichen Sprache aus dem Zusammenhang. In der Schriftsprache unterscheidet man sie gegebenenfalls durch verschiedene Schreibweisen.

## Homophone in verschiedenen Sprachen

### Deutsch
Homophone sind im heute gebräuchlichen Hochdeutschen recht häufig. Zu beachten ist jedoch, dass Wörter in bestimmten Regionen homophon sein können, in anderen Regionen, oder in der hochdeutschen Bühnensprache nach Theodor Siebs, jedoch nicht. Beispielsweise werden die Langvokale ä ([ɛ:]) und e ([e:]) nach Siebs unterschieden, regional jedoch häufig nicht, so dass dann beispielsweise Ähre und Ehre homophon werden. Umgekehrt wird zum Beispiel die deutsche Auslautverhärtung im südlichen Teil des deutschen Sprachraums nicht durchgeführt, so dass Grad und Grat sich unterscheiden, aber in der Siebsschen Bühnensprache, die sich an der norddeutschen Aussprache orientiert, zu Homophonen werden. Die folgende Liste an Beispielen ist mit der Aussprache nach Siebs zu lesen.
Beispiele
| aß       | Aas      |       |
| arm      | Arm      |       |
| bis      | Biss     |       |
| Boot     | bot      |       |
| C        | Zeh      |       |
| das      | das      | dass  |
| E        | eh'      |       |
| Fähre    | faire    |       |
| Ferse    | Verse    | Färse |
| fiel     | viel     |       |
| frisst   | Frist    |       |
| G        | geh      |       |
| garten   | Garten   |       |
| Gewand   | gewandt  |       |
| Gin      | Dschinn  |       |
| Grad     | Grat     |       |
| Graf     | Graph    |       |
| Hai      | Hi       |       |
| Hälmchen | Helmchen |       |
| hält     | Held     | hellt |
| Hämmer   | Hemmer   |       |
| Häute    | heute    |       |
| Hertz    | Herz     |       |
| Ihre     | Ire      |       |
| isst     | ist      |       |
| Kain     | kein     |       |

| Kälte     | Kelte        |       |
| konnten   | Konten       |       |
| küsste    | Küste        |       |
| Laie      | Leihe        |       |
| laichen   | Leichen      |       |
| Lärche    | Lerche       |       |
| lasst     | Last         |       |
| Leere     | Lehre        |       |
| Leib      | Laib         |       |
| Lid       | Lied         |       |
| Mahl      | mal          | Mal   |
| Main      | mein         |       |
| meins     | Mains (Gen.) | Mainz |
| O         | oh           |       |
| man       | Mann         |       |
| Meer      | mehr         | Mär   |
| Miene     | Mine         |       |
| misst     | Mist         |       |
| Mohr      | Moor         |       |
| Nachnahme | Nachname     |       |
| Phase     | Fase         |       |
| pisste    | Piste        |       |
| R         | er           |       |
| Rad       | Rat          |       |
| Rasen     | rasen        |       |
| rein      | Rhein        | Rain  |

| reist      | reißt      | reihst |       |
| rinnt      | Rind       |        |       |
| ruhte      | Rute       | Route  |       |
| S          | es         |        |       |
| Seen       | sehen      |        |       |
| Saite      | Seite      |        |       |
| seid       | seit       | seiht  |       |
| schafft    | Schaft     |        |       |
| Schlächter | schlechter |        |       |
| Stadt      | statt      |        |       |
| T          | Tee        |        |       |
| Trend      | trennt     |        |       |
| Uhr        | Ur-        |        |       |
| Verben     | werben     |        |       |
| Volt       | wollt      |        |       |
| Waagen     | wagen      | Wagen  | vagen |
| Wahl       | Wal        |        |       |
| wahr       | war        |        |       |
| wahre      | Ware       |        |       |
| Waise      | Weise      | weise  |       |
| Wände      | Wende      |        |       |
| Weck       | weg        |        |       |
| W          | Weh        |        |       |
| Wehr       | wer        |        |       |
| wieder     | wider      |        |       |
| wird       | Wirt       | wirrt  |       |

### Englisch
Das Englische ist besonders reich an Wörtern, die gleich ausgesprochen werden, aber völlig verschiedene Bedeutungen haben. Robert Bridges zählte 1919 in einem heute klassischen Aufsatz nicht weniger als 1.775 im allgemeinen englischen Sprachgebrauch geläufige Homophone auf (wobei dieser Reichtum an Homophonen seiner Ansicht nach nicht etwa eine Zierde, sondern vielmehr einen Makel der englischen Sprache darstelle).
Beispiele
| ail     | ale     |       |
| air     | err     | heir  |
| aisle   | I’ll    | isle  |
| are     | r       |       |
| ate     | eight   |       |
| b       | be      | bee   |
| ball    | bawl    |       |
| beach   | beech   |       |
| bight   | bite    | byte  |
| blew    | blue    |       |
| boar    | bore    |       |
| break   | brake   |       |
| buy     | by      | bye   |
| c       | see     | sea   |
| cents   | scents  | sense |
| check   | Czech   |       |
| colonel | kernel  |       |
| currant | current |       |
| dual    | duel    |       |
| ewe     | u       | you   |
| eye     | I       |       |

| feat   | feet   |      |
| flour  | flower |      |
| for    | four   |      |
| gnu    | knew   | new  |
| hear   | here   |      |
| heel   | he’ll  |      |
| hole   | whole  |      |
| hour   | our    |      |
| its    | it’s   |      |
| knight | night  |      |
| knot   | not    |      |
| know   | no     |      |
| lead   | led    |      |
| made   | maid   |      |
| mail   | male   |      |
| meat   | meet   |      |
| o      | owe    |      |
| oar    | or     | ore  |
| p      | pee    |      |
| raid   | rayed  |      |
| raise  | rays   | raze |

| read   | red    |           |
| right  | write  |           |
| ring   | wring  |           |
| rose   | rows   |           |
| sail   | sale   |           |
| scene  | seen   |           |
| son    | sun    |           |
| steal  | steel  |           |
| sweet  | suite  |           |
| t      | tea    | (golf)tee |
| taught | tort   |           |
| their  | there  | they’re   |
| to     | too    | two       |
| wait   | weight |           |
| watt   | what   |           |
| weal   | we’ll  | wheel     |
| wear   | where  |           |
| whose  | who’s  |           |
| wood   | would  |           |
| your   | you’re |           |
| y      | why    |           |

### Französisch
Auch im Französischen entwickelte sich im Laufe seiner Geschichte eine hohe Anzahl von Homophonen. Eine unterschiedliche Bedeutung entspricht aber meist einer unterschiedlichen (historisierenden) Schreibweise.
Beispiele
| ou (oder)               | où (wo)                         | houx (Stechpalme)       |                      |                    |                   |
| mer (Meer)              | mère (Mutter)                   | maire (Bürgermeister)   |                      |                    |                   |
| mètre (Meter)           | mettre (setzen, stellen, legen) | maître (Meister)        |                      |                    |                   |
| sot (dumm, Dummkopf)    | saut (Sprung)                   | sceau (Siegel)          | seau (Eimer)         |                    |                   |
| soi (sich)              | soit … soit (entweder … oder)   | sois ([du] seist, sei!) | soie (Seide)         |                    |                   |
| foi (Glauben)           | foie (Leber)                    | (une) fois (einmal)     | Foix (Ortsname)      |                    |                   |
| sou (Sol (Münzeinheit)) | sous (unter)                    | saoul, soûl (betrunken) | soue (Schweinestall) |                    |                   |
| sein (Busen)            | seing (Unterschrift)            | sain (gesund)           | saint (heilig)       | cinq (fünf)*       |                   |
| au (dem), aux (denen)   | eau (Wasser), eaux (Gewässer)   | haut (hoch)             | aulx (Lauchgewächse) | os (Knochen (Pl.)) |                   |
| verre (Glas)**          | vair (Feh)***                   | ver (Wurm)              | vers (gegen)         | vers (Vers)        | vert (grün)       |
| air (Luft)              | aire (Areal)                    | ère (Ära)               | erre (irrt herum)    | hère (Hirschkalb)  | haire (Büßerhemd) |

* : bei nachfolgendem Wort, das mit Konsonant oder „h aspiré“ beginnt

** : siehe die Glasschuhe bei Cendrillon

*** : graues Winterfell des Eichhörnchens

### Chinesisch
In den Tonsprachen, in denen Wörter anhand eines Tonems distinktiv sind, wird Homophonie auch durch Ton definiert. In den chinesischen Sprachen, z. B., sind die Wörter/Zeichen, deren Aussprache bei An-, Auslaut und Ton identisch sind, Homophone. Die Wörter/Zeichen aus derselben Silbe, aber mit verschiedenem Ton, werden nur in wenigen Fällen als Homophone gezählt, z. B. in der Informationsverarbeitung. Die phonetische Evolution und die Wortschatzerweiterung steigern die Anzahl der Homophone in den chinesischen Sprachen. Die Wahrscheinlichkeit der Homophonie ist im Hochchinesischen besonders hoch.
Das Gedicht Löwen-essender Dichter in der Steinhöhle von Zhao Yuanren, das nur aus der phonetischen Silbe „shi“ besteht und nur in den Tonwerten variiert, ist allerdings selbst für Chinesen nur anhand der Schriftzeichen verständlich. In anderen, silbenreicheren Dialekten des Chinesischen wird das Gedicht dann wieder akustisch verständlich. Von den chinesischen Dialekten ist besonders das Kantonesische zu nennen, das alte Lesungen besonders gut bewahrt hat.
| Chinesisch | Pinyin | Deutsch |
| --- | --- | --- |
| 《施氏食獅史》 石室詩士施氏，嗜獅，誓食十獅。 氏時時適市視獅。 十時，適十獅適市。 是時，適施氏適市。 氏視是十獅，恃矢勢，使是十獅逝世。 氏拾是十獅屍，適石室。 石室濕，氏使侍拭石室。 石室拭，氏始試食是十獅。 食時，始識是十獅，實十石獅屍。 試釋是事。 | „Shī Shì shí shī shǐ“ Shíshì shīshì Shī Shì, shì shī, shì shí shí shī. Shì shíshí shì shì shì shī. Shí shí, shì shí shī shì shì. Shì shí, shì Shī Shì shì shì. Shì shì shì shí shī, shì shǐ shì, shǐ shì shí shī shìshì. Shì shí shì shí shī shī, shì shíshì. Shíshì shī, Shì shǐ shì shì shíshì. Shíshì shì, Shì shǐ shì shí shì shí shī. Shí shí, shǐ shí shì shí shī, shí shí shí shī shī. Shì shì shì shì. | Die Geschichte des Shi, der Löwen isst Steinhöhlendichter Shi, süchtig nach Löwen, schwört, zehn Löwen zu essen. Oft geht er auf den Markt, um Löwen zu sichten. Um zehn Uhr passieren gerade zehn Löwen den Markt. Zu dieser Zeit passiert auch Shi gerade den Markt. Er sieht die zehn Löwen, kraft seiner Pfeile schickt er die zehn Löwen in den Tod. Er bringt die zehn Löwenleichen zur Steinhöhle. Die Steinhöhle ist feucht. Er befiehlt seinem Diener, diese abzutrocknen. Nachdem die Steinhöhle abgetrocknet worden ist, versucht er, die zehn Löwen zu essen. Beim Essen merkt er, dass diese zehn Löwen eigentlich zehn Steinlöwenleichen sind. Versuche dies zu erklären. |

### Japanisch und Koreanisch

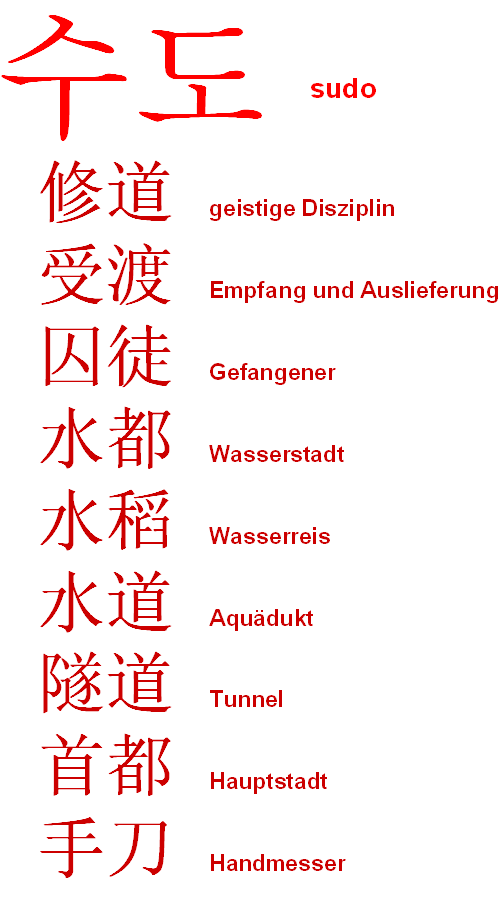
Beispiele für Homophone im Koreanischen. Oben die Aussprache in Hangeul-Buchstaben, darunter neun Homophone, gesprochen sudo, die mit den gleichen Hangeul-Zeichen geschrieben werden und sich nur durch die unterschiedlichen chinesischen Hanja-Schriftzeichen unterscheiden lassen, die im Koreanischen ebenfalls verwendet werden.

Anders als die chinesischen Sprachen ist weder das Japanische noch das Koreanische eine Tonsprache. Da mit der Schrift auch viele chinesische Begriffe in der japanischen und koreanischen Sprache übernommen wurden (vergleiche On-Lesung im Japanischen), kommt es durch das Fehlen von Tönen und die relative Schlichtheit der Silben in beiden Sprachen zu einer hohen Anzahl von Homophonen.

## Abgrenzung
Homophonie ist nicht zu verwechseln mit Kurzschriften, bei denen bewusst Buchstaben, Silben, Worte oder Ausdrücke eines Textes durch Symbole oder Buchstabenfolgen ersetzt werden. Beispiele für Kurzschriften sind:
- Stenografie
- Der Ersatz von Worten durch Buchstaben (z. B. ND für Ende oder im Englischen NRJ für Energy)
- Mathematische Symbole (z. B. ≈ für ungefähr gleich oder ÷ für geteilt durch)